# Noboru Nishikawa
Noboru Nishikawa (Minamata, 1921) è un astrofilo giapponese.
Reduce delle battaglie in Nuova Britannia, alla fine della seconda guerra mondiale tornò a Minamata, dove trovò impiego come carpentiere alla Shin Nihon Hiryō Chisso. Parallelamente al lavoro, coltivò il proprio interesse per l'astronomia arrivando a costruire un osservatorio artigianale sul tetto della propria abitazione, nella campagna di Minamata. Nel gennaio 1987 ha coscoperto la cometa non periodica C/1987 B1 Nishikawa-Takamizawa-Tago , per effettuare la sua coscoperta ha impiegato 3024 ore durante 2389 sessioni osservative . 